# Bukoveț, Veliko Tărnovo
Bukoveț (în bulgară Буковец) este un sat în comuna Veliko Tărnovo, regiunea Veliko Tărnovo,  Bulgaria. 

## Demografie
La recensământul din 2008 s-au înregistrat 52 de persoane în localitate.
Componența etnică a satului Bukoveț
     Bulgari (100%)
     Nicio identificare (0%)
     Altele (0%)
La recensământul din 2011, populația satului Bukoveț era de 41 locuitori. Din punct de vedere etnic, majoritatea locuitorilor (100,0%) erau bulgari. Pentru 0,0% din locuitori nu este cunoscută apartenența etnică.

## Geografie
Satul Bukoveț este situat la 15 km vest de Veliko Târnovo si la 18 km de Drianovo (bulgară Дряново). Înspre nord, la circa 1–2 km de sat, sunt Dealurile Târnovo.

## Istorie
Localitatea a fost fondată în jurul anului 1627 de păstori din Drianovo  care au căutat refugiu în fața atacurilor turcilor.

## Religie
Singura religie este creștinismul.

## Atracții culturale și naturale
În sat de mai mulți ani este celebrată într-un mod foarte impresionant sărbătoarea Ziua Sfântului Trifon (bulgară Трифон Зарезан) (sau Ziua Cultivatorului (bulgară Ден на лозаря)). În mod tradițional, ziua se ține pe 14 februarie sau în cea mai apropiată sâmbătă față de această dată. Mulți dintre oameni cântă și dansează în această zi, servesc aperitive și mai ales consumă mult vin!